# Breimbachmühle
Breimbachmühle ist ein Gemeindeteil der Gemeinde Kirchroth im niederbayerischen Landkreis Straubing-Bogen.

## Lage
Die Einöde liegt im Tal des Breimbachs auf einer Höhe von 341 m knapp einen Kilometer nördlich von Obermiethnach auf der gleichnamigen Gemarkung.

## Geschichte
Das Anwesen wurde etwa 1864 erbaut. Bis Ende Juli 1945 gehörte der Ort zur ehemaligen Gemeinde Waxenberg, von 1. August 1945 bis 31. März 1949 zur Gemeinde Hofdorf und ab 1. April 1949 zur Gemeinde Obermiethnach. Im Zuge der Gebietsreform in Bayern kam der Ort 1978 zur Gemeinde Kirchroth, als die Gemeinde Obermiethnach vollständig eingegliedert wurde. Im Jahr 1987 gab es am Ort ein Wohngebäude mit zwei Wohnungen und drei Einwohnern.